# Ángel García de Vinuesa y Díaz
Ángel García de Vinuesa y Díaz fue un político español, procurador a Cortes durante el período franquista.

## Biografía
Ingeniero de Minas por la Universidad de Lieja (Bélgica), miembro de la Cámara Social de Productores y Distribuidores de Electricidad. Durante la Guerra Civil formó parte del comité asesor de Falange. Se le concedió la Medalla de la Campaña, cruz roja del Mérito Militar y Cruz de Guerra. Fue procurador de representación sindical en la I Legislatura de las Cortes Españolas (1943-1946), por los empresarios del Sindicato Nacional de Agua, Gas y Electricidad.